# Basiluzzo
Basiluzzo (w starożytności Hycesia) – włoska wyspa (powierzchnia ok. 0,3 km²) w archipelagu wysp Liparyjskich, na Morzu Tyrreńskim.